# Grímsfjall (berg)
Grímsfjall är ett 327 meter högt berg på Färöarna. Det ligger på ön Suðuroy.